# فرح (بازیگر)
فرح (انگلیسی: Farah؛ زادهٔ ۹ دسامبر ۱۹۶۸) با نام کامل فرح ناز هاشمی یک هنرپیشه اهل هند است. وی بیشتر در دهه ۸۰ و اوایل دهه ۹۰ میلادی بازی می‌کرده‌است.
از فیلم‌ها یا برنامه‌های تلویزیونی که وی در آن نقش داشته‌است می‌توان به جنجال اشاره کرد.

## فیلم‌شناسی
فهرست برخی از فیلم‌هایی که فرح در آنها به ایفای نقش پرداخته‌است:
- جنجال
- این زندگی است
- بگذار زندگی کند
- نمک
- طعمه
- ناگهان
- روزی با عزت
- طاقت
- دو زندانی
- دشمن محبت
- ایمان دار
- بازار سیاه
- مقابله
- حساب زخم‌ها
- سوزاندن گناه
- تا زمان مرگ
- عشق ۸۶
- پالی خان
- چهارراه
- شماره پدر
- آتش دل
- ایده
- طوفان گناه
- ورو دادا
- خطرناک
- هر کس سرنوشت خود را دارد
- فاصله